# Palpimanus sogdianus
Palpimanus sogdianus är en spindelart som beskrevs av Dmitry Evstratievich Kharitonov 1946. Palpimanus sogdianus ingår i släktet Palpimanus och familjen Palpimanidae. Inga underarter finns listade i Catalogue of Life.